# Pustelnik (jezioro)
Pustelnik (także: Ósemka, niem. Wasch-Seen, czyli Pralinki) – dystroficzne jezioro położone w gminie Wieleń, na północ od Rzecina Planów.
Bezodpływowe, zasilane jedynie wodami opadowymi jezioro położone jest na terenie tzw. Księżowskich Gór. Leży w obrębie obszaru Natura 2000 Torfowisko Rzecińskie. Należy do najcenniejszych jezior dystroficznych na terenie lasów pilskich. Składa się z dwóch odrębnych akwenów o nazwach Pustelnik I i Pustelnik II. Akwen Pustelnik II posiada w pełni wykształcone torfowisko o charakterze nasuwającego się pływającego pła. Poziom wód gruntowych waha się tutaj w granicach 5 cm w obrębie mszaru, gdzie występuje torfowiec kończysty. W strefie brzegowej wkracza tu trzcina pospolita. Obecny jest tatarak zwyczajny. W południowej części akwenu torfowisko wysokie, stopniowo zarastające sosną zwyczajną. Na brzegach kilka pomostów wędkarskich. Brak znakowanych szlaków turystycznych. 
W pobliżu znajdują się: jezioro Rzecińskie, jezioro Pokraczyn, Góra Rzecińska i Rów Rzeciński.